# پتانک
پِتانک (به فرانسوی: pétanque) ورزشی است که در آن هدف این است که بازیکنان توپی فلزی را (که جزء اصلی این بازی است) به جک (cochonnet) نزدیک کنند. این رشته در روشهای مختلف انفرادی تیمی دونفره و سه نفره و میکس برگزار می‌شود که تعداد پرتابها در هریک این روش‌ها متغیر است. بازیکنان باید این کار را در حالی انجام دهند که دو پایشان داخل «دایرهٔ شروع» (رینگ) قرار دارد.
این ورزش معمولاً در خاک یا شن و ماسهٔ سخت شیب دار صورت می‌گیرد اما می‌توان آن را در داخل چمن نیز برگزار کرد.

## نگارخانه

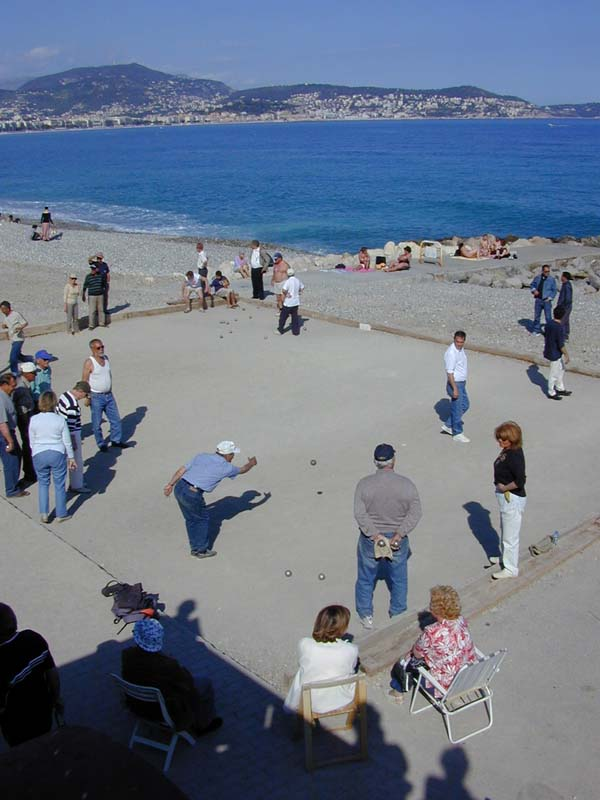
یک بازی پتانک
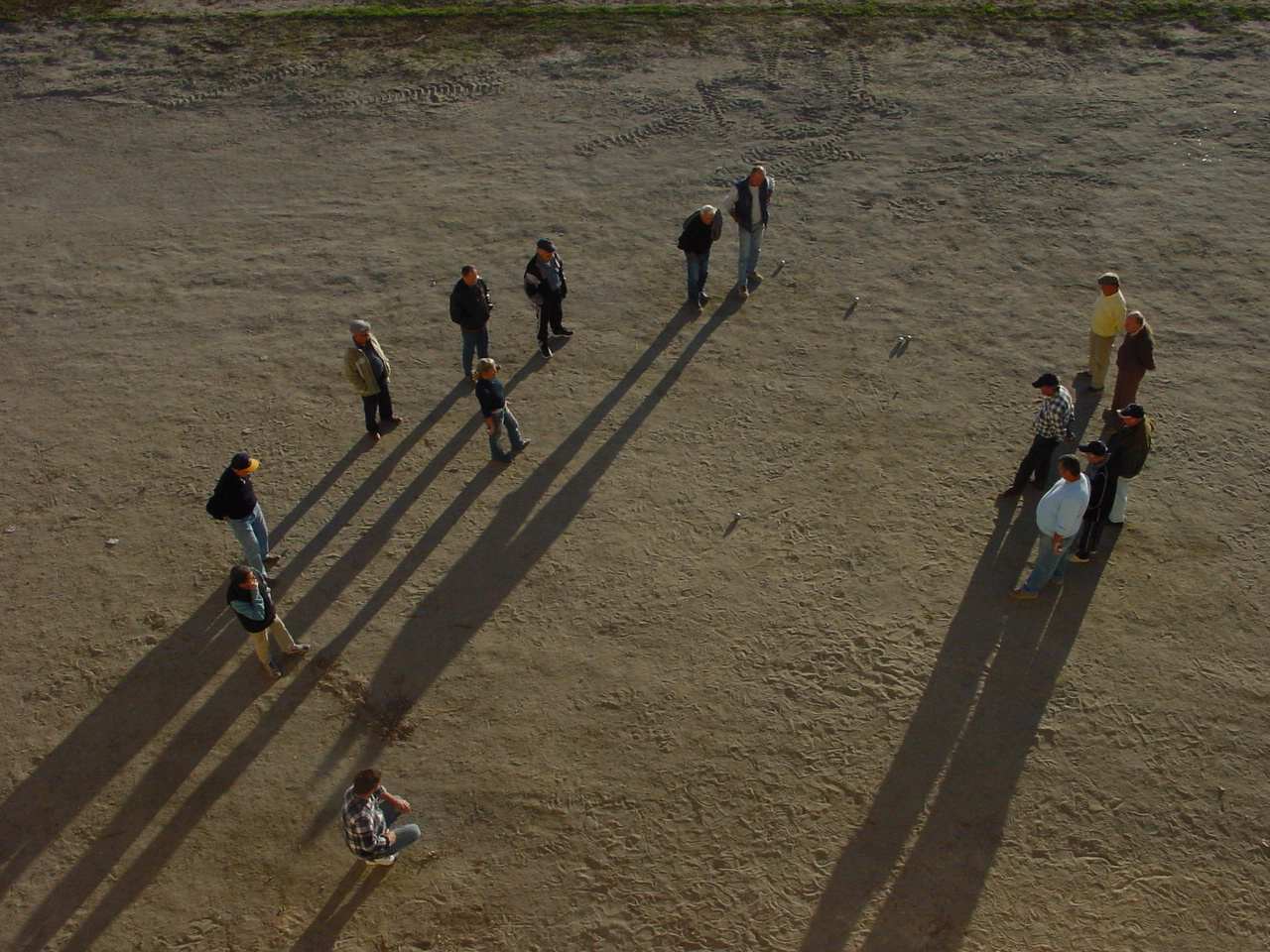
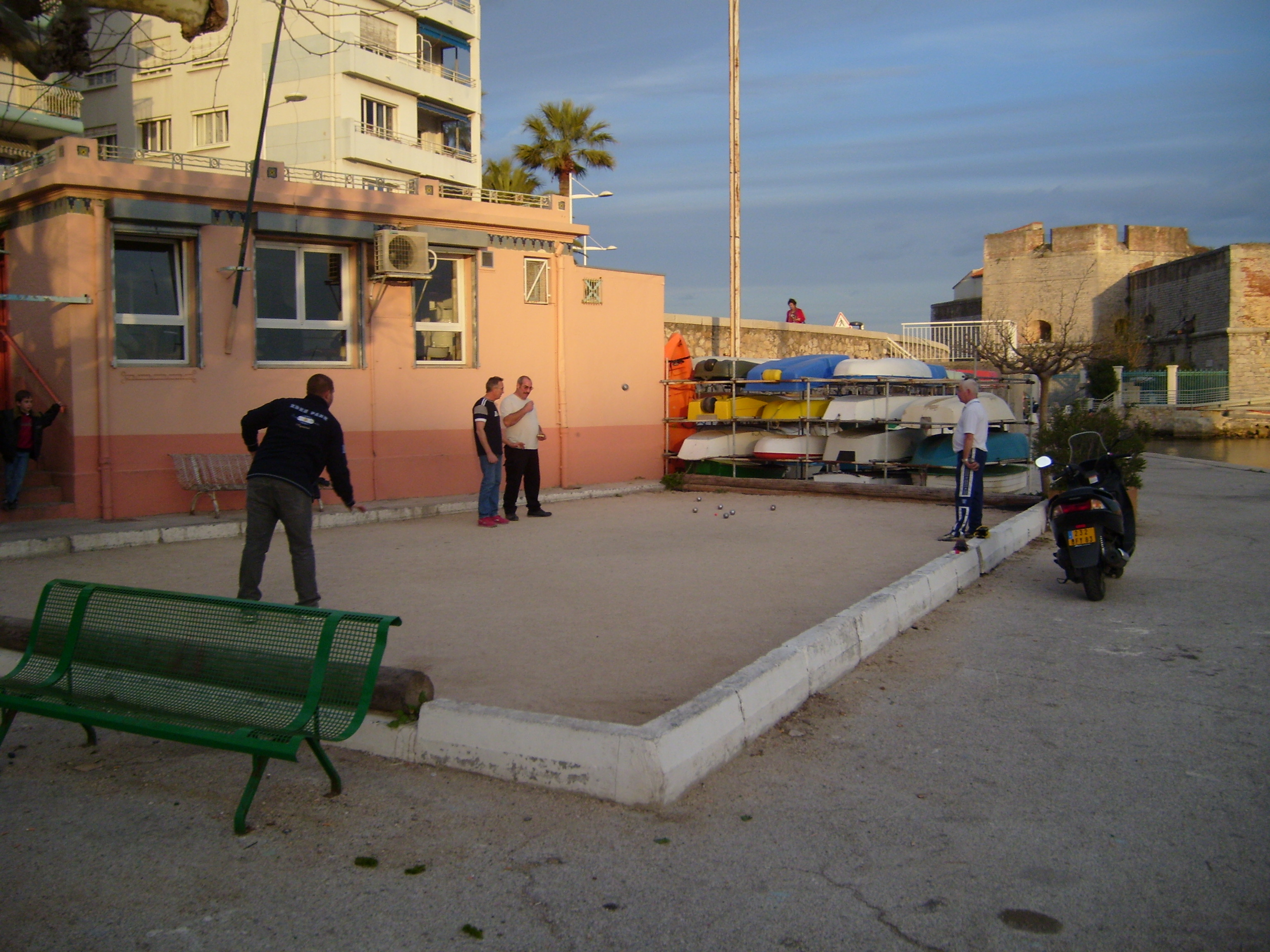
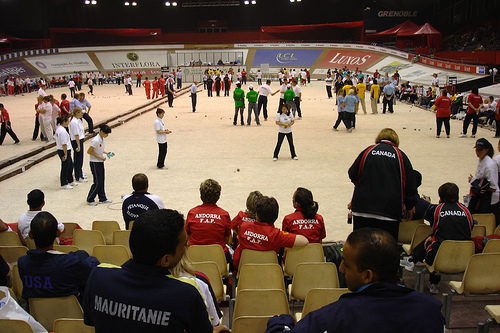
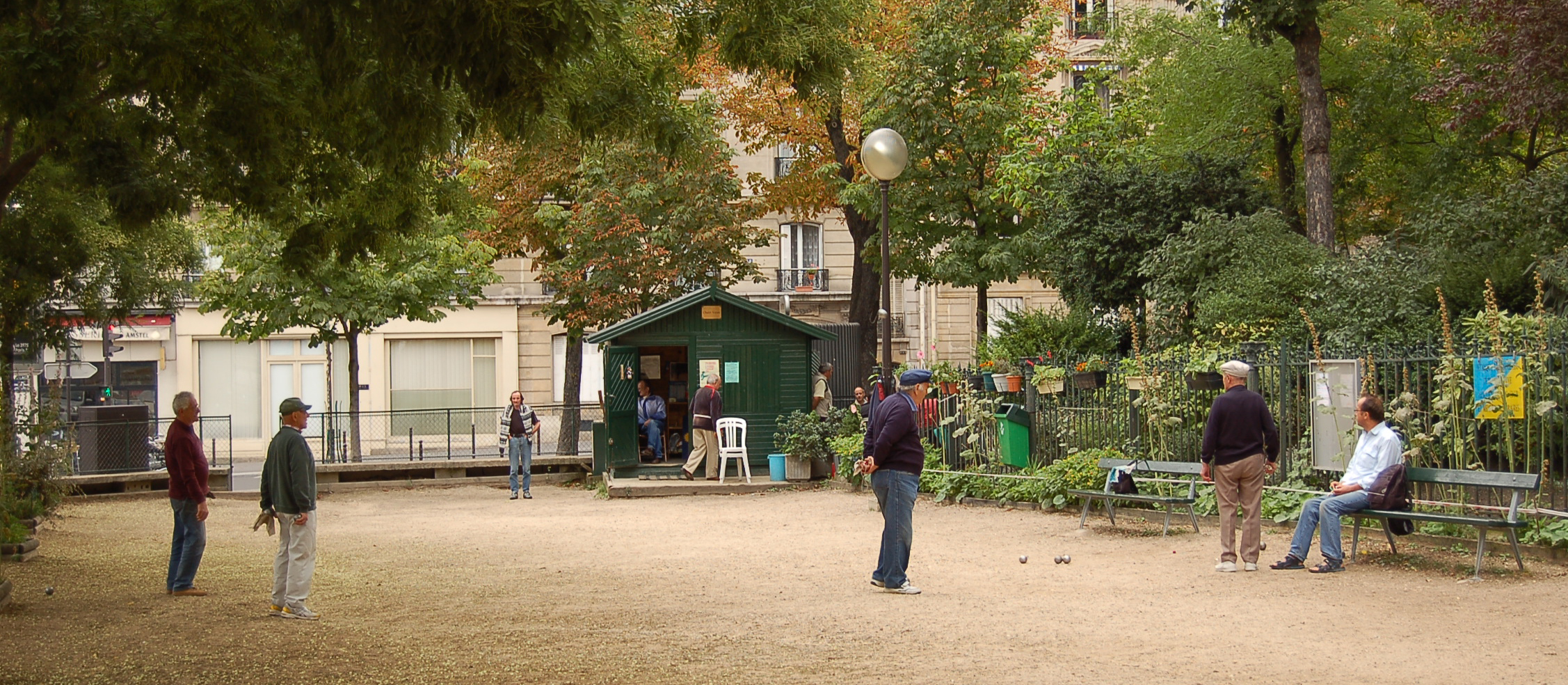
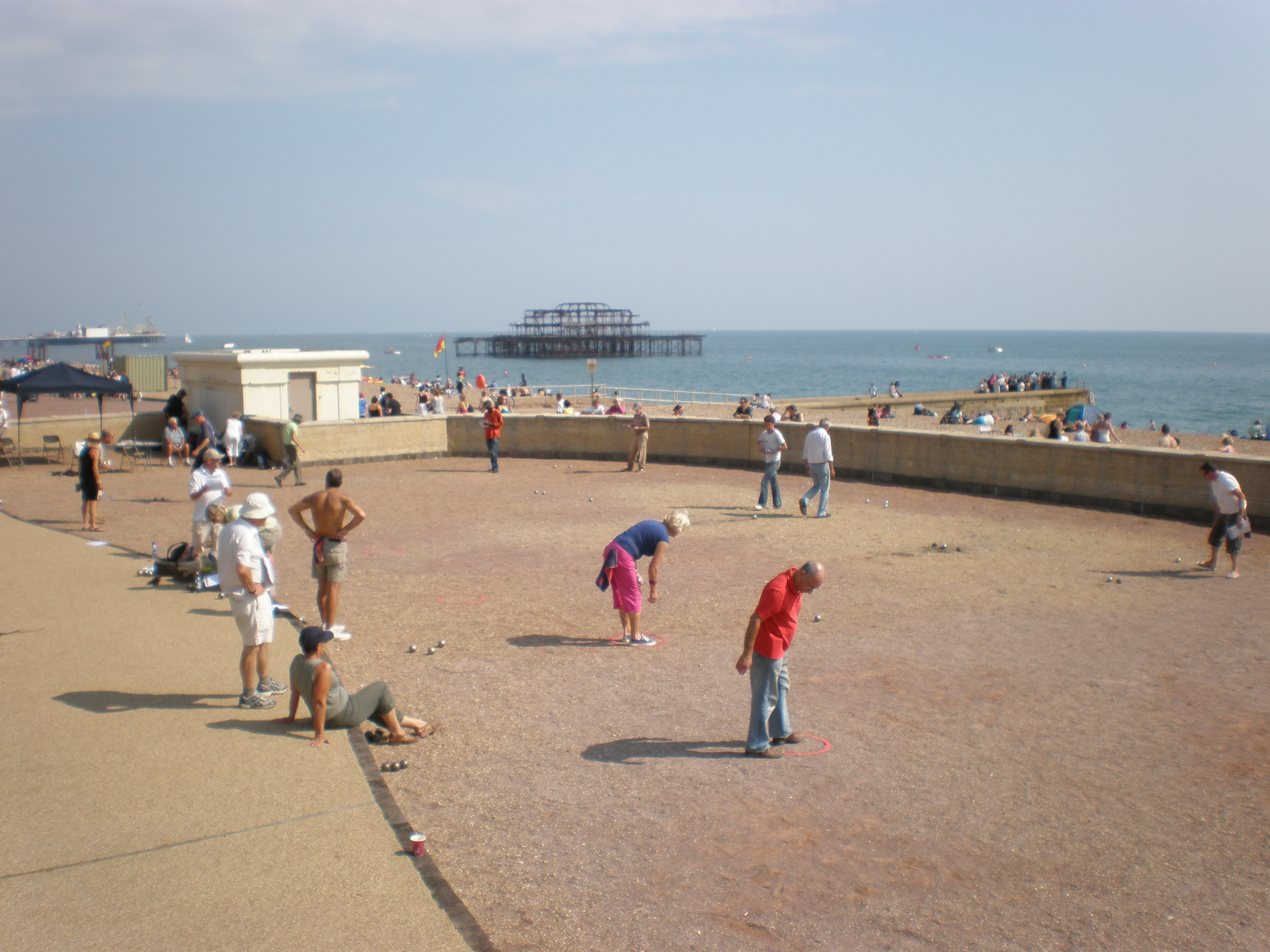